# السنوات القياسية

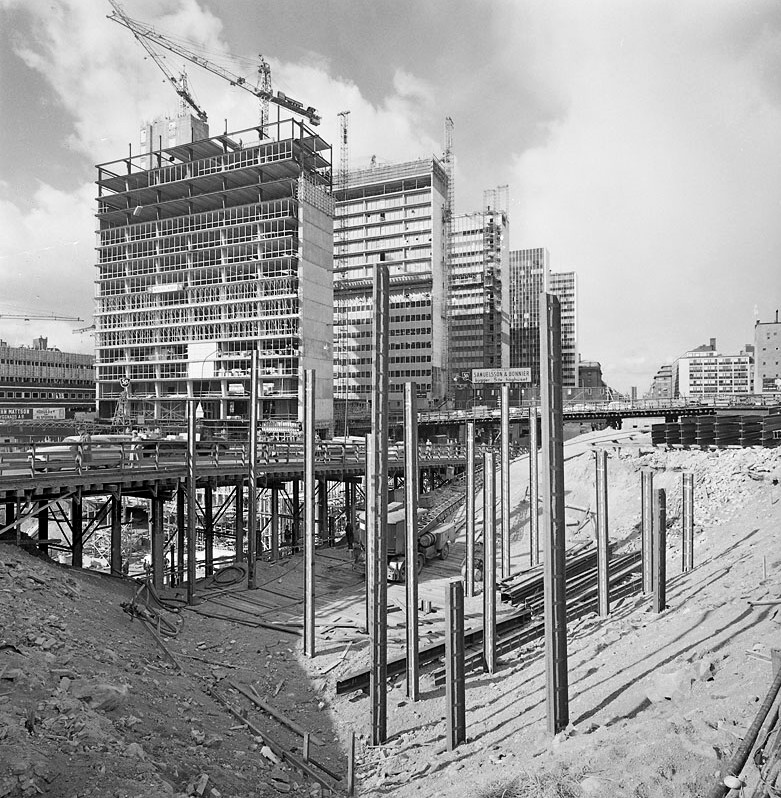
إعادة تطوير نورمالم ، وسط مدينة ستوكهولم، في عام 1963.

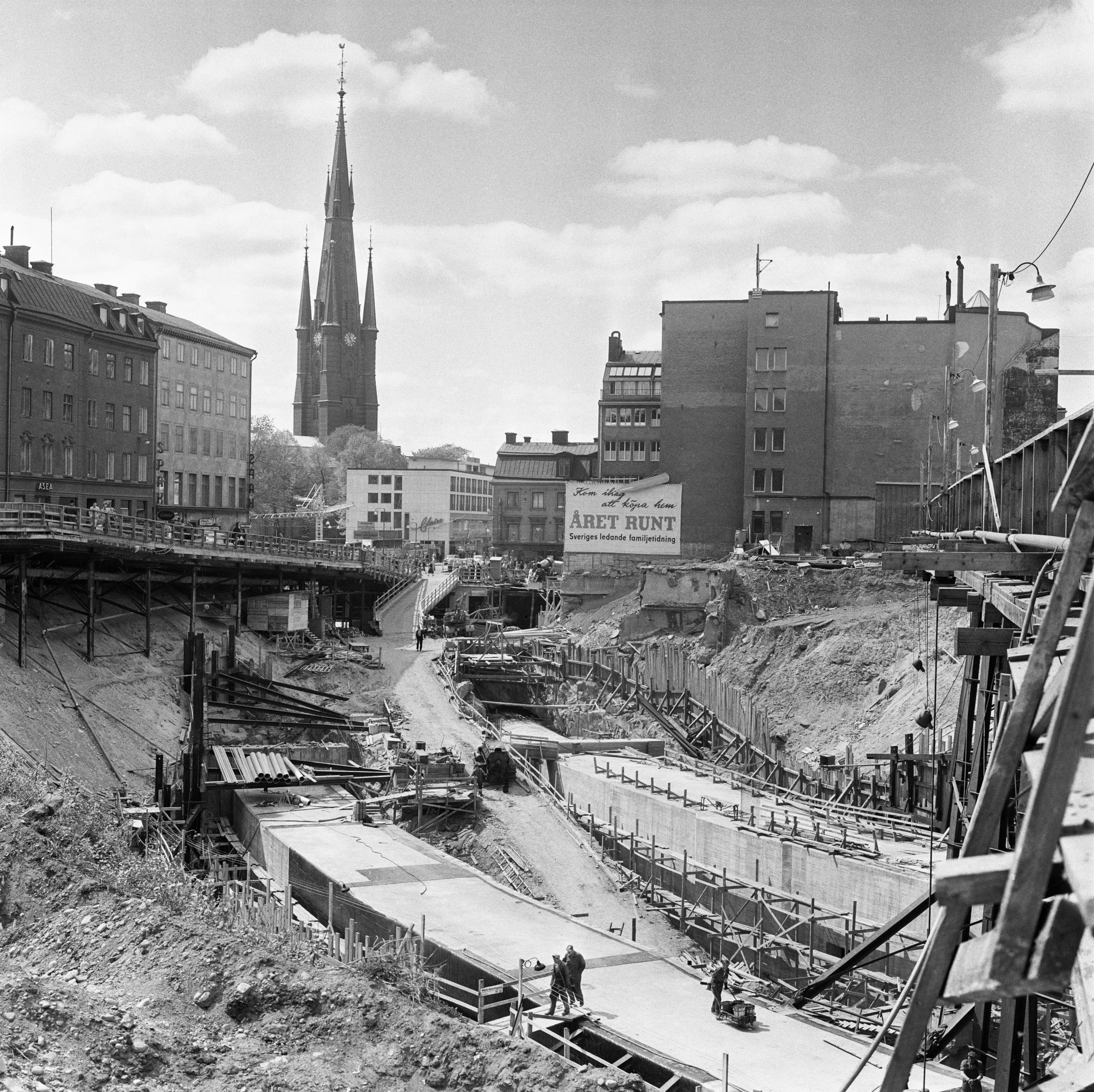
إعادة تطوير نورمالم ومترو ستوكهولم.

السنوات القياسية (بالسويدية: rekordåren)‏ هي فترة في الاقتصاد السويدي، والتي تمتد من التوسع الاقتصادي الدولي بعد الحرب العالمية الثانية إلى أزمة النفط عام 1973،  ويتزامن إلى حد كبير مع ولايات رؤساء الوزراء تاغ إيرلاندر وأول سنوات من أولوف بالمه. كان المفهوم في الأصل وصفًا يساريًا ساخرة للأعوام 1968-1970.
حافظت السويد على الحياد خلال الحربين العالميتين، ودخلت طفرة ما بعد الحرب بمزايا صناعية وديمغرافية. كما تلقت السويد مساعدات من خطة مارشال. بين عامي 1947 و 1974، نما الاقتصاد السويدي بمعدل 12.5 ٪ سنويا [بحاجة لمصدر] . ارتفع عدد سكان الحضر، الذين يعيشون في مدن يزيد عدد سكانها عن 15000 نسمة، من 38٪ من إجمالي السكان في عام 1931 إلى 74٪ بحلول عام 1973. ارتفع الدخل الفردي بنسبة تصل إلى 2000 ٪ بسبب استمرار ازدهار صادرات السيارات والآلات الثقيلة والإلكترونيات وبناء السفن والأسلحة الثقيلة. انتقلت السويد بنجاح إلى مجموعة البلدان ذات الدخل المرتفع من 1955-1956.